# 33520 Ichige
33520 Ichige è un asteroide della fascia principale. Scoperto nel 1999, presenta un'orbita caratterizzata da un semiasse maggiore pari a 2,4062375 UA e da un'eccentricità di 0,0640948, inclinata di 9,04815° rispetto all'eclittica.